# Wei-Yin Chen
;*Major League Baseball
- Nippon Professional Baseball

Wei-Yin Chen (陳偉殷S, Chén Wěi-yīnP; Kaohsiung City, 21 luglio 1985) è un giocatore di baseball taiwanese, lanciatore partente per i Seattle Mariners nella Major League Baseball.

## Carriera

### Nippon Professional Baseball
In carriera Wei è stato un lanciatore dei Chunichi Dragons nella Nippon Professional Baseball (NPB) dove nel 2009 ha vinto il campionato della Central League eguagliando il record di media punti concessa a partita (ERA) con 1.54 dal 1968.

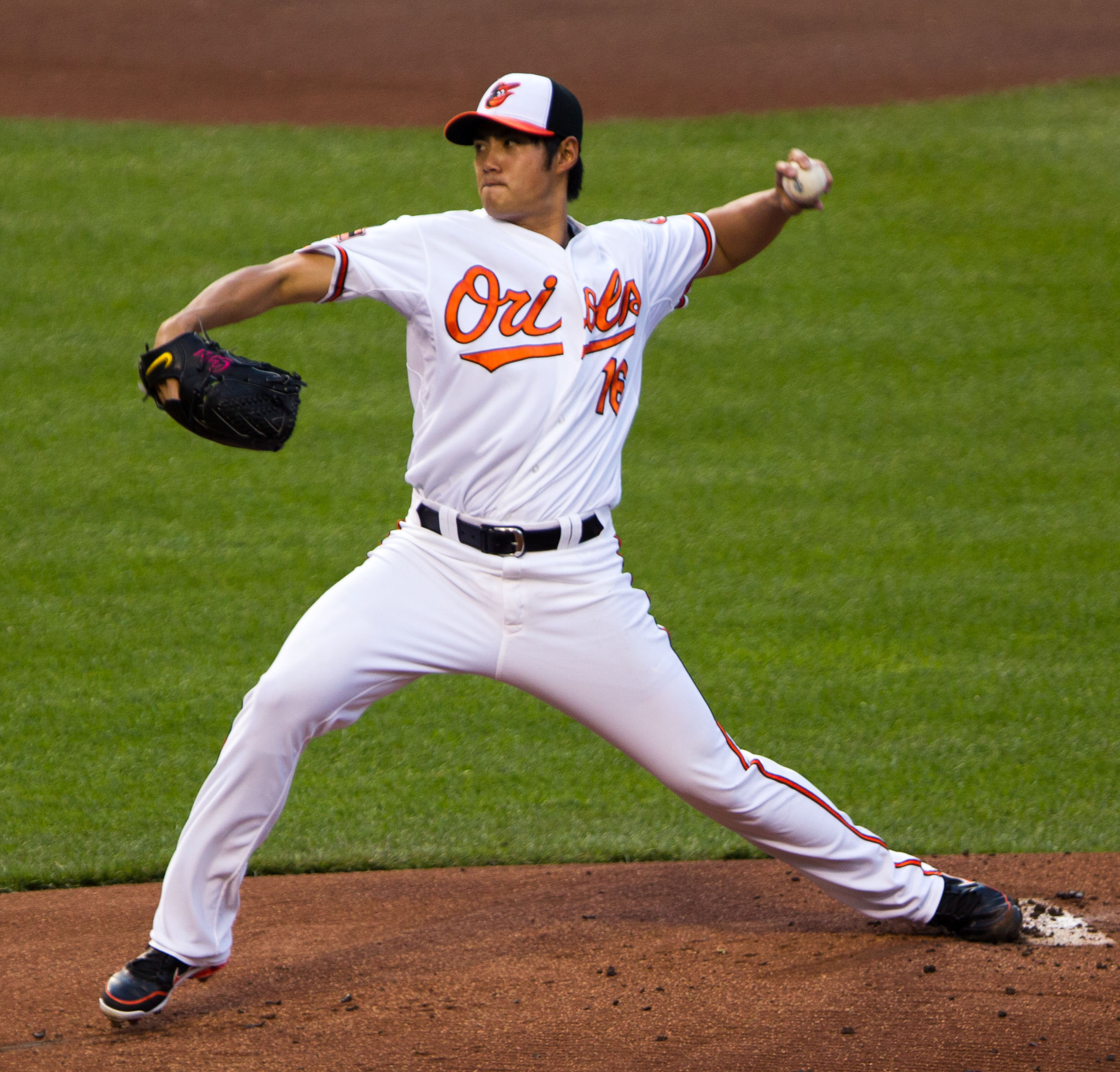
Chen con la maglia degli Orioles nel 2012

### Major League Baseball
Dopo la stagione 2011, Chen ha deciso di approdare negli Stati Uniti come free agent e ha accettato l'offerta dei Baltimore Orioles, che lo impiegarono subito come lanciatore partente nella MLB.
Il 10 aprile 2012 ha fatto il proprio debutto sul palcoscenico americano della MLB, affrontando al Camden Yards di Baltimora, i New York Yankees. Il suo primo lancio è stato però trasformato in un fuoricampo da Derek Jeter che riuscì a contrastare un lancio di Chen a 88 mph.
Successivamente Chen è riuscito ad eliminare Curtis Granderson grazie a un lancio a palla curva da 74 mph.
Il 9 ottobre Chen ha fatto la sua prima apparizione come lanciatore iniziale affrontando Andy Pettitte dei NY Yankees. In quella partita Chen ha eliminato tre battitori e ha regalato la vittoria agli Orioles.
Ha chiuso la sua prima stagione regolare con un record in vittorie e sconfitte di 12-11 eliminando 154 battitori con una media punti concessa di 4.02 classificandosi leader in quasi tutte le statistiche dei lanciatori degli Orioles.
Il 2 novembre 2015 è diventato free agent.
Il 19 gennaio 2016 ha firmato con i Miami Marlins. Il 20 novembre 2019, Chen è stato designato per la riassegnazione e il 25 novembre è stato svincolato dalla franchigia.
Il 30 gennaio 2020, Chen ha firmato un contratto di minor league con i Seattle Mariners. Venne svincolato dalla franchigia il 25 giugno 2020

### Ritorno in Giappone
Il 22 settembre 2020, Chen firmò un contratto con i Chiba Lotte Marines della Nippon Professional Baseball.

### Nazionale
Wei ha giocato con la nazionale Tapei Cinese sia ai giochi di Atene 2004 e di Pechino 2008.

## Palmares

### NPB
- Miglior lanciatore della Central League per Media PGL: 1

2009

## Caratteristiche e statistiche
Chen è un lanciatore mancino che ha come armi migliori il fastball che riesce a lanciare a circa 90-92 mph e soprattutto possiede una buona padronanza dello slider, un tiro tagliato molto in voga negli anni '80 che riesce a lanciare a più di 60 mph.

### Statistiche
| Stagione    | Squadra               | G   | GS | CG | SHO | W  | L  | SV | HLD | PCT  | BF   | IP    | H   | HR | BB  | IBB | HB | SO  | WP | BK | R   | ER  | ERA  | WHIP |
| ----------- | --------------------- | --- | -- | -- | --- | -- | -- | -- | --- | ---- | ---- | ----- | --- | -- | --- | --- | -- | --- | -- | -- | --- | --- | ---- | ---- |
| 2005        | Chunichi Dragons(NPB) | 10  | 1  | 0  | 0   | 0  | 0  | 1  | 1   | ---- | 92   | 19.1  | 29  | 3  | 6   | 0   | 0  | 20  | 2  | 0  | 17  | 13  | 6.05 | 1.81 |
| 2008        | Chunichi Dragons(NPB) | 39  | 14 | 1  | 1   | 7  | 6  | 0  | 12  | .538 | 474  | 114.2 | 101 | 7  | 33  | 0   | 5  | 107 | 5  | 0  | 40  | 37  | 2.90 | 1.17 |
| 2009        | Chunichi Dragons(NPB) | 24  | 23 | 5  | 4   | 8  | 4  | 0  | 0   | .667 | 644  | 164.0 | 113 | 10 | 40  | 0   | 3  | 146 | 2  | 0  | 32  | 28  | 1.54 | 0.93 |
| 2010        | Chunichi Dragons(NPB) | 29  | 27 | 3  | 2   | 13 | 10 | 0  | 1   | .565 | 773  | 188.0 | 166 | 21 | 49  | 2   | 8  | 153 | 5  | 0  | 63  | 60  | 2.87 | 1.14 |
| 2011        | Chunichi Dragons(NPB) | 25  | 24 | 4  | 1   | 8  | 10 | 0  | 0   | .444 | 659  | 164.2 | 138 | 9  | 31  | 2   | 5  | 94  | 2  | 0  | 57  | 49  | 2.68 | 1.03 |
| 2012        | BAL(MLB)              | 32  | 32 | 0  | 0   | 12 | 11 | 0  | 0   | .522 | 818  | 192.2 | 186 | 29 | 57  | 0   | 5  | 154 | 2  | 1  | 97  | 86  | 4.02 | 1.26 |
| 2013        | BAL(MLB)              | 23  | 23 | 0  | 0   | 7  | 7  | 0  | 0   | .500 | 572  | 137.0 | 142 | 17 | 39  | 2   | 2  | 104 | 3  | 0  | 62  | 62  | 4.07 | 1.32 |
| NPB：5 anni | NPB：5 anni           | 127 | 89 | 13 | 8   | 36 | 30 | 1  | 14  | .545 | 2642 | 650.2 | 547 | 50 | 159 | 4   | 21 | 520 | 16 | 0  | 209 | 187 | 2.59 | 1.09 |
| MLB：2 anni | MLB：2 anni           | 55  | 55 | 0  | 0   | 19 | 18 | 0  | 0   | .514 | 1390 | 329.2 | 328 | 46 | 96  | 2   | 7  | 258 | 5  | 1  | 159 | 148 | 4.04 | 1.29 |

### Statistiche Carriera MLB
| Stagione  | Team              | Presenze        | Vittorie-Sconfitte | Strickouts       | ERA               | Whip              |
| --------- | ----------------- | --------------- | ------------------ | ---------------- | ----------------- | ----------------- |
| 2011-2012 | Baltimore Orioles | 32 (10th in AL) | 12-11 (17th in AL) | 154 (18th in AL) | 4.02 (20th in AL) | 1.26 (15th in AL) |

### Statistiche Carriera Spring Training (Pre-Stagione)
| Pre-Stagione | Team              | Presenze | Vittorie-Sconfitte | Strickouts | ERA  | Whip |
| ------------ | ----------------- | -------- | ------------------ | ---------- | ---- | ---- |
| 2011-2012    | Baltimore Orioles | 5        | 2-2                | 9          | 3.60 | 1.15 |
| 2012-2013    | Baltimore Orioles | 2        | 1-0                | 4          | 2.08 | 1.15 |
| Totale       | 2 Stagioni        | 7        | 3-2                | 13         | 3.33 | 1.15 |